# Dryochlora cinctuta
Dryochlora cinctuta là một loài bướm đêm trong họ Geometridae.